# Distretto rurale di Moshi
Il distretto rurale di Moshi  un  distretto della Tanzania situato nella regione del Kilimangiaro. È suddiviso in 32 circoscrizioni (wards) e conta una popolazione di 535 803 abitanti (censimento 2022).

## Suddivisione amministrativa
Il distretto è diviso nelle seguenti circoscrizioni (wards), tra parentesi gli abitanti (censimento 2022):
Circoscrizioni:
1. Arusha Chini (13 977)
2. Kahe Magharibi (24 466)
3. Kahe Mashariki (16 286)
4. Kibosho Kati (9 539)
5. Kibosho Kirima (11 192)
6. Kibosho Magharibi (19 129)
7. Kibosho Mashariki (13 996)
8. Kibosho Okaoni (9 772)
9. Kilema Kaskazini (7 785)
10. Kilema Kati (5 019)
11. Kilema Kusini (7 815)
12. Kimochi (16 046)
13. Kindi (34 045)
14. Kirua Vunjo Kusini (27 495)
15. Kirua Vunjo Magharibi (11 785)
16. Kirua Vunjo Mashariki (7 722)
17. Mabogini (57 231)
18. Makuyuni (24 421)
19. Mamba Kaskazini (8 231)
20. Mamba Kusini (9 271)
21. Marangu Magharibi (16 775)
22. Marangu Mashariki (22 981)
23. Mbokomu (15 899)
24. Mwika Kaskazini (19 934)
25. Mwika Kusini (19 509)
26. Njia Panda (24 778)
27. Old Moshi Magharibi (8 431)
28. Old Moshi Mashariki (10 502)
29. Uru Kaskazini (10 817)
30. Uru Kusini (31 557)
31. Uru Mashariki (14 179)
32. Uru Shimbwe (5 218)